# Lothar Niggeloh
Lothar Niggeloh (* 31. Juli 1939 in Gevelsberg; † 26. September 2012 ebenda) war ein deutscher Politiker und ehemaliger Landtagsabgeordneter (SPD).

## Leben und Beruf
Nach dem Besuch der Volksschule absolvierte Niggeloh eine Maschinenschlosserausbildung und war anschließend in diesem Beruf tätig. Von 1980 bis 1990 war er Betriebsratsvorsitzender.
Seit 1979 war er Mitglied der SPD. Er war in zahlreichen Parteigremien vertreten. Außerdem gehörte er der IG Metall und der Arbeiterwohlfahrt an.

## Abgeordneter
Vom 31. Mai 1990 bis zum 2. Juni 2005 war Niggeloh Mitglied des Landtags des Landes Nordrhein-Westfalen. Er wurde jeweils im Wahlkreis 121 Ennepe-Ruhr-Kreis I direkt gewählt.
Dem Stadtrat der Stadt Gevelsberg gehörte er von 1984 bis 1994 an.